# Курии
Ку́рии (лат. Curii, gens Curia) — древнеримский знатный плебейский род, представители которого впервые встречаются в сохранившихся источниках, начиная лишь с III века до н. э. Среди преноменов, которые носили Курии, типичными являлись «Маний», «Квинт» и «Гай». Позднее в Римской Империи куриями стали называть сенат в провинциальных городах.

## Значение курий
Каждая курия обладала определенной территорией. Одна часть занимаемого курией пространства использовалась для хозяйственных нужд, а вторая для сакральных ритуалов, жертвоприношений и трапез. 
Курии возглавлялись выборным жрецом-курионом, управляющим воинским набором и культом. 
Изначально курии служили основой комплектования пехоты, но со времен Ромула из курий набирали телохранителей для его отряда. 
Каждая из 30 курий имела один голос народном собрании – куриатной комиции. 
Кроме того, курии обозначали и место собраний данных социальных групп. Наиболее значимой стала Гостилиева курия, построенная при царе Гостилии Туллие – именно здесь помещался римский сенат.   

## Известные представители рода
- Маний Курий Дентат — самый известный представитель рода, четырежды консул.
- Маний Курий (народный трибун 199 до н. э.) — предположительно внук предыдущего, народный трибун 199 до н. э.
- Маний Курий — известен благодаря судебному процессу 91 до н. э. с Марком Копонием.
- Маний Курий (народный трибун 58 до н. э.) — народный трибун 58 до н. э., друг Цицерона.
- Маний Курий — ещё один друг Цицерона.
- Маний Курий — известный игрок.
- Маний Курий — сводный брат Гая Рабирия.
- Квинт Курий (квестор 64 до н. э.) — квестор 64 до н. э., сенатор.